# Piptochaetium
Piptochaetium is een geslacht uit de grassenfamilie (Poaceae). De soorten van dit geslacht komen voor in Australazië en Amerika.